# Фортепіанне тріо
Фортепіанне тріо — камерний ансамбль з трьох інструментів: фортепіано і, як правило, скрипки та віолончелі, а також жанр твору для такого складу інструментів. Якщо музиканти грають у такому ансамблі завжди разом, то таке тріо може мати навіть певну назву, як наприклад українське фортепіанне тріо «Київ-тріо», Гринвіцьке тріо, французьке тріо «Мандрівник» або норвезьке «Тріо імені Гріга».

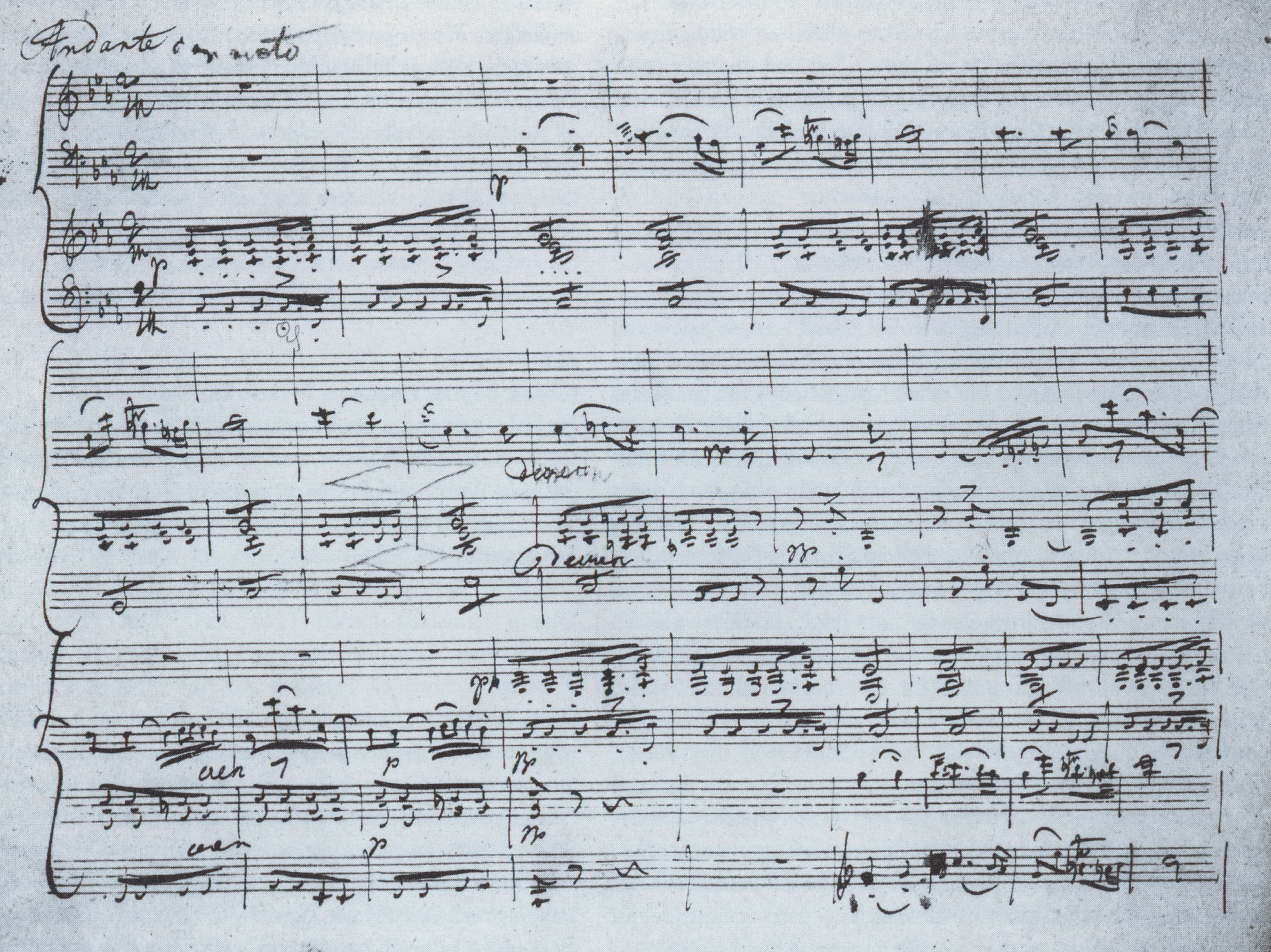
Франц Петер Шуберт
Фортепіанне тріо № 2, op. 100

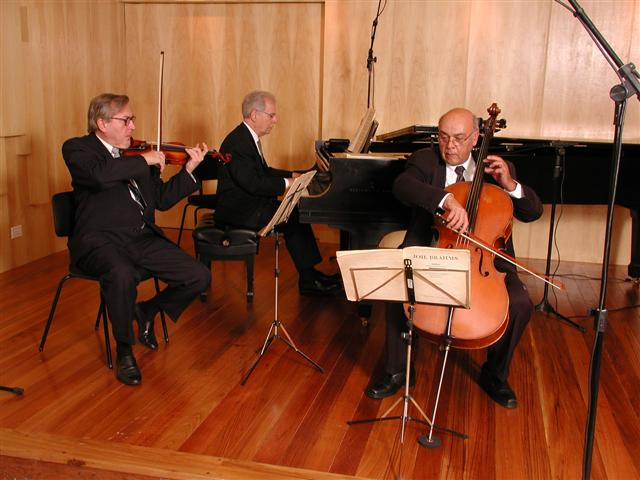
Фортепіанне тріо

## Історія
Хоч струнні та клавішні інструменти виникли в епоху бароко, фортепіанне тріо появилося тільки в час класицизму. У середині XVIII століття в Центральній Європі цей жанр називали «музикою дамських салонів». У багатьох багатших будинках на піаніно грали дами, а чоловіки супроводжували їх гру на струнних інструментах. Дуже часто композитори присвячували свої твори жінкам. Тільки останнє з фортепіанних тріо Гайдна, написане для професійного піаніста.
У ХІХ столітті фортепіанні тріо не втрачали своєї популярності. Вони, зазвичай, мають таку ж тричастинну форму, як і соната, хоч у Гайдна деякі з них мають дві частини.
Великі, драматичні та віртуозні тріо Людвіга ван Бетховена змінили характер фортепіанного тріо. Наприклад, він переписав перші свої дві симфонії у формі фортепіанного тріо. І хоч їх зазвичай не називають, чи не вважають фортепіанними тріо, але вони, все-таки, є частиною загального жанру.
У наші часи найчастіше виконують фортепіанні тріо Франца Шуберта, Фелікса Мендельсона, Роберта Шумана, Йоганнеса Брамса, Антоніна Дворжака, Петра Чайковського, Бедржиха Сметани, Моріса Равеля та Дмитра Шостаковича.

## Твори для фортепіанного тріо українських композиторів

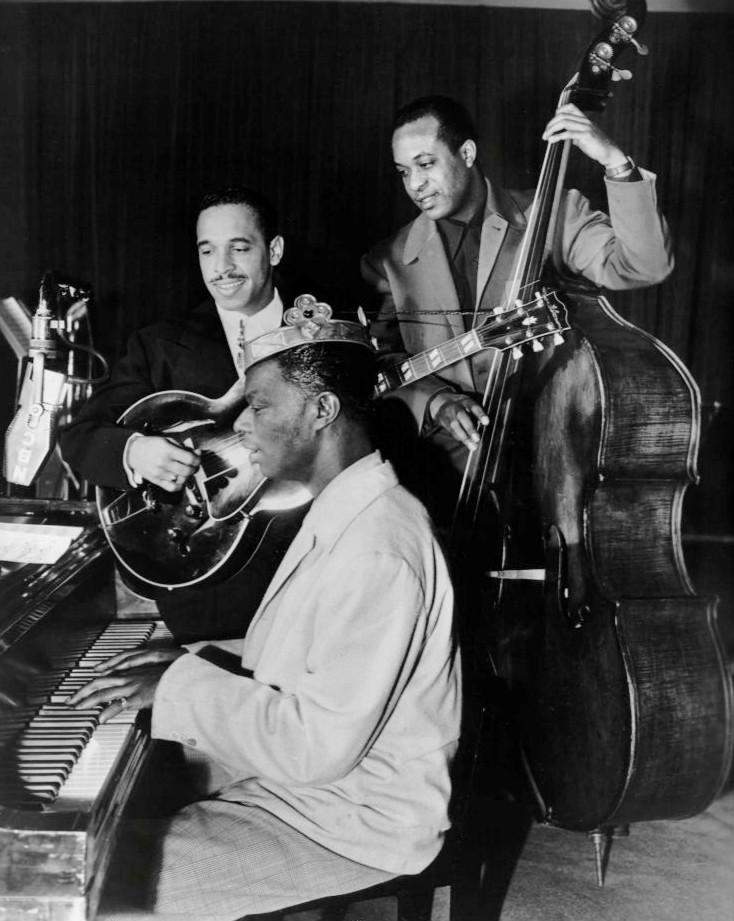
Джазове фортепіанне тріо

Василь Барвінський
- Фортепіанне тріо а-moll (1910)
- Фортепіанне тріо fis-moll [Архівовано 13 вересня 2018 у Wayback Machine.]

Віктор Камінський
- Тріо для альта, фагота та фортепіано (1978),

Віталій Кирейко
- Фортепіанне тріо (1976)

Віктор Косенко
- Класичне тріо

Станіслав Людкевич
- Фортепіанне тріо fis-moll [Архівовано 13 вересня 2018 у Wayback Machine.]

Борис Лятошинський
- Фортепіанне тріо (1922)
- Фортепіанне тріо (1942)

Нестор Нижанківський
- Фортепіанне тріо[2]

Роман Сімович
- Фортепіанні тріо

Мирослав Скорик
- Іспанський танок

Євген Станкович
- Епілоги

Андрій Штогаренко
- Фортепіанне тріо

## Фортепіанні тріо у джазі
У джазі також існують музичні ансамблі у формі фортепіанного тріо. Найчастіше вони складаються з:
- фортепіано, контрабаса та ударних інструментів:
  - Тріо Жака Лусьє;
- фортепіано, контрабаса та гітари.